# آذرهرمز
آذرهرمز (پارسی میانه: Adhur Hormizd) یکی از فرماندهان نظامی ایرانی و مرزبان ارمنستان ساسانی بود. او پس از واساک سیونی و پیش از آذرگشنسپ این مقام را بر عهده داشت.

## ریشه
در مورد اصالت آذرهرمز قطعیتی در منابع وجود ندارد. برخی او را ایرانی-ارمنی، برخی ایرانی و برخی او را از خاندان اشکانی ارمنستان می‌دانند.

## زندگی
شاهنشاه یزدگرد دوم ساسانی (حک. ۴۳۸–۴۵۷) آذرهرمز را پس از برکناری واساک سیونی به دلیل تلاش‌هایش در جهت رواج آیین مسیحیت در ارمنستان، در این مقام گمارد. یزدگرد ناخارارهای اصلی ارمنستان را به دربارش در تیسفون فرا خواند و آن‌ها را برای تضمین تمکین ارمنستان، به عنوان گروگان نگاه داشت. در همان حال آذرهرمز در حال اجرای سیاست‌هایی در جهت دلجویی از ارمنیان، به ویژه در مورد مسائل مذهبی، بود. وی رهبران ارشد کلیسای ارمنستان را احضار کرد تا از اوضاع آن‌ها جویا شود و از تبعیدشدگان، فراریان و مهاجرانی که اموالشان را از آن‌ها مصادره شده بود، یاد می‌کرد. طی چند سال آینده، گروگان‌ها به تدریج آزاد شدند. واپسین ناخارار باقی‌مانده در سال ۴۶۴ به ارمنستان بازگشت. سرانجام در سال ۴۶۵ آذرگشنسپ جایگزین آذرهرمز شد.